# Ulf
Ulf ist ein männlicher Vorname.

## Herkunft und Bedeutung
Der Name Ulf lässt sich auf das altnordische Wort für Wolf zurückführen: úlfr. Vergleiche dazu: Dänisch ulv, Isländisch úlfur, Schwedisch ulv, Norwegisch ulv, Färöisch úlvur. Der korrespondierende weibliche Vorname lautet Ylva.

## Namenstag
Namenstage nach dem Katholischen Kalender sind:
- 18. Januar: Margitta, Ulfried, Uwe
- 18. Juli: Arnulf, Ulf, Friedrich

## Namensträger

### Vorname
- Ulf Abraham (* 1954), deutscher Germanist und Fachdidaktiker im Fach Deutsch
- Ulf Adåker (* 1945), schwedischer Jazzmusiker
- Ulf Albert (* 1964), deutscher Filmeditor
- Ulf Aminde (* 1969), deutscher Künstler
- Ulf Andersson (* 1951), schwedischer Schachspieler
- Ulf Andersson (1940–2023), schwedischer Jazzmusiker
- Ulf Annel (* 1955), deutscher Journalist, Autor und Kabarettist
- Ulf Ansorge (* 1965), deutscher Fernseh- und Radiomoderator, Sprecher und Journalist
- Ulf Axén (1932–2015), schwedischer Filmarchitekt
- Ulf Bandiko (* 1969), deutscher Verwaltungsjurist und politischer Beamter
- Ulf Baranowsky (* 1974), deutscher Manager und Publizist
- Ulf Bästlein (* 1959), deutscher Sänger (Bassbariton) und Universitätsprofessor
- Ulf Beier (* 1941), deutscher Schriftsteller
- Ulf Böge (* 1942), deutscher Volkswirtschaftler und Präsident des Bundeskartellamtes
- Ulf Carlsson (Boxer) (* 1949), schwedischer Boxer
- Ulf Carlsson (Tischtennisspieler) (* 1961), schwedischer Tischtennisspieler
- Ulf Dirlmeier (1938–2011), deutscher Historiker
- Ulf Eriksson (* 1942), schwedischer Fußballschiedsrichter
- Ulf Eriksson (* 1958), schwedischer Dichter und Schriftsteller
- Ulf Eriksson (* 1958), schwedischer Fußballspieler
- Ulf von Euler (1905–1983), schwedischer Physiologe
- Ulf Fiedler (1930–2022), deutscher Autor
- Ulf Fildebrandt (* 1972), deutscher Schriftsteller
- Ulf Fink (* 1942), deutscher Politiker
- Ulf Ganschow (* 1975), deutscher Handballspieler
- Ulf Göpfert (* 1943), deutscher Maler und Grafiker
- Ulf Grahn  (1942–2023), schwedischer Komponist
- Ulf Großmann (1957–2020), deutscher Politiker
- Ulf Großmann (* 1968), deutscher Schriftsteller, Lyriker und Herausgeber
- Ulf Hjalmvall (* 1955), schwedischer Poolbillardspieler
- Ulf Hohmann (* 1963), deutscher Verhaltensforscher
- Ulf Jäkel (* 1945), deutscher Sportfunktionär
- Ulf Jantzen (1909–2000), deutscher Archäologe
- Ulf Kadritzke (1943–2020), deutscher Soziologe
- Ulf Kirsten (* 1965), deutscher Fußballspieler
- Ulf-Dietrich Korn (1936–2019), deutscher Kunsthistoriker, Denkmalpfleger und Heraldiker
- Ulf Kristersson (* 1963), schwedischer Politiker
- Ulf Leirstein (* 1973), norwegischer Politiker
- Ulf Linde (1929–2013), schwedischer Kunstkritiker, Museumsleiter, Schriftsteller und Musiker
- Ulf Merbold (* 1941), deutscher Astronaut
- Ulf Nilsson (1948–2021), schwedischer Schriftsteller
- Ulf Poschardt (* 1967), deutscher Journalist und Autor
- Ulf Quaisser (* 1962), deutscher Fußballspieler
- Ulf Quell (* 1969), deutscher Volleyballspieler und -trainer
- Ulf Rittinghaus (* 1956), deutscher Unternehmer
- Ulf Rollof (* 1961), schwedischer Installationskünstler
- Ulf Sand (1938–2014), norwegischer Politiker
- Ulf Sandström (* 1967), schwedischer Eishockeyspieler
- Ulf Schiewe (1947–2023), deutscher Schriftsteller
- Ulf Schmidt (* 1934), schwedischer Tennisspieler
- Ulf Schmidt (* 1966), deutscher Dramatiker, Theaterwissenschaftler, Blogger, Digitalberater
- Ulf Schmidt (* 1967), deutsch-britischer Neuzeithistoriker, Medizinhistoriker und Hochschullehrer
- Ulf Stahl (1944–2019), österreichischer Mikrobiologe und Genetiker
- Ulf Stark (1944–2017), schwedischer Schriftsteller
- Ulf G. Stuberger (1949–2015), deutscher Journalist und Buchautor
- Ulf Thiele (* 1971), deutscher Politiker
- Ulf Timmermann (* 1962), deutscher Kugelstoßer

### Künstlername
- Ulf Theodor Schwadorf, Pseudonym des deutschen Musikers und Produzenten Markus Stock (* 1978)

### Familienname
- Christoph Ulf (* 1949), österreichischer Althistoriker
- Otto Ulf (1907–1993), österreichischer Fagottist, Pädagoge